# Procestrotus luzonensis
Procestrotus luzonensis är en tvåvingeart som beskrevs av Yarom 1996. Procestrotus luzonensis ingår i släktet Procestrotus och familjen lövflugor.
Artens utbredningsområde är Filippinerna. Inga underarter finns listade i Catalogue of Life.